# Pablo Javier Ricchetti
Pablo Javier Ricchetti (Buenos Aires, 2 de febrer de 1977) és un exfutbolista argentí, que ocupava la posició de migcampista, i posteriorment entrenador de futbol.
Format a les categories inferiors del River Plate, debuta amb el primer equip el 1998, però tot just apareix en cinc ocasions. L'any següent marxa al Colón de Santa Fe, on és titular durant dues temporades.
Per a l'any 2000 dona el salt a la competició europea i recala al Reial Valladolid, de la primera divisió espanyola. Roman durant cinc temporades al quadre castellà, on suma 102 partits. Després de deixar el Valladolid, passa una breu estada pel Ternana italià i pel Quilmes del seu país, abans de fitxar pel FC Dallas de la MLS estatunidenca.